# Stazione di Cecchina
La stazione di Cecchina è una stazione ferroviaria situata sulla linea ferroviaria Roma-Velletri; fu costruita per servire la località di Cecchina, frazione del comune di Albano Laziale.

## Storia
Fino al 1938, in questa stazione si incrociavano i convogli della ferrovia Albano-Nettuno. Da quella data in poi, con la soppressione del tratto Albano Laziale-Cecchina, vi transitano solo i treni da e per Velletri.
Il 15 dicembre 1948 venne attivato l'esercizio in trazione elettrica, con linea aerea alla tensione di 3000 V.

## Strutture e impianti

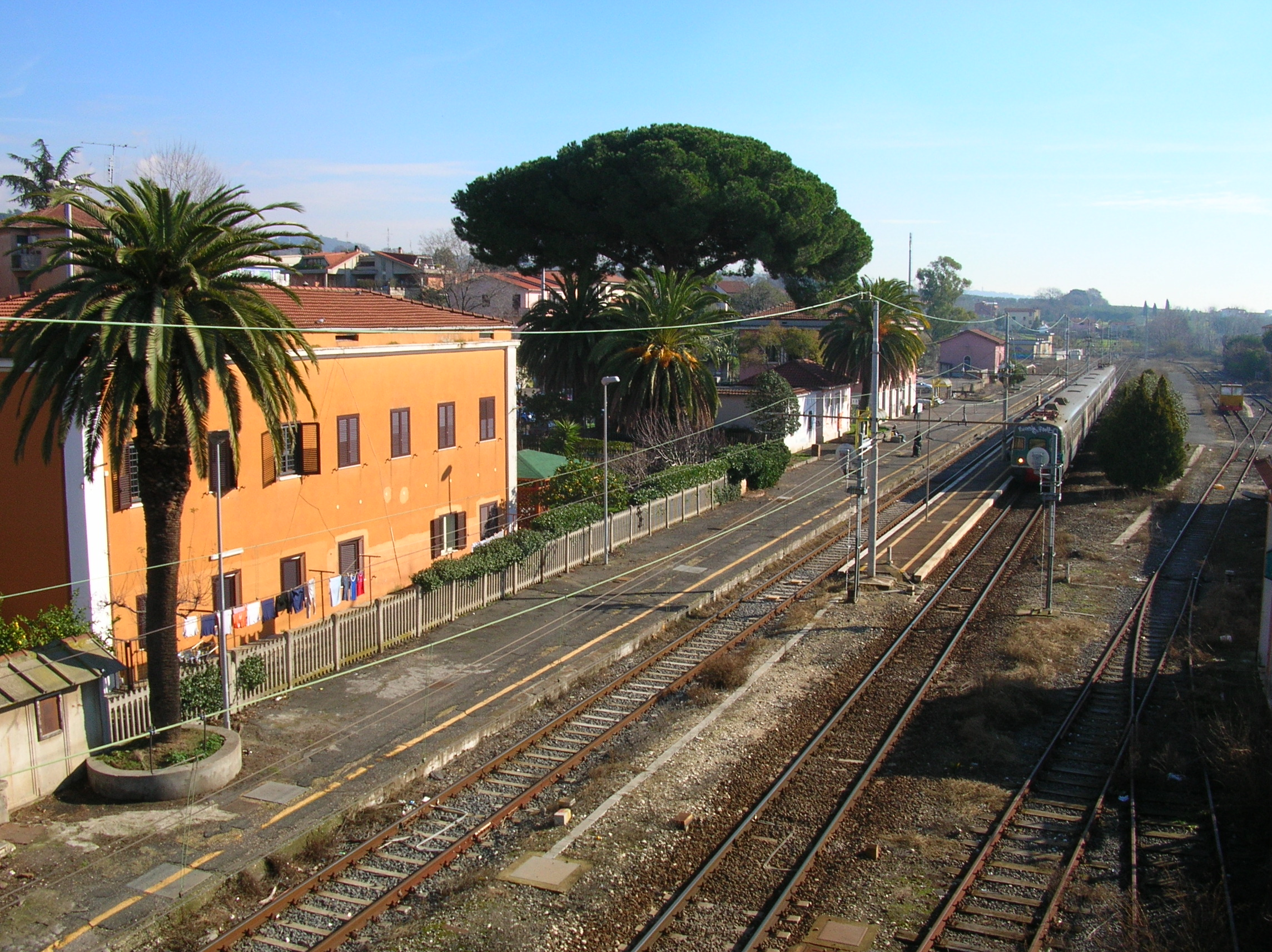
Vista del piazzale interno

La stazione dispone di un fabbricato viaggiatori, di due banchine, collegate tra loro tramite attraversamenti a raso, che servono i rispettivi due binari, uno di linea e uno di circolazione. È presente anche uno scalo merci, ormai inutilizzato, avente un piano caricatore, un magazzino e un tronchino sul quale è posta una stadera fissa a ponte del 1987. In aggiunta è presente un altro binario inerente alla vicina sottostazione elettrica, non più collegato alla rete, e altri 2 di scalo. Lato Roma è presente anche una piccola rimessa locomotive collegata al resto del fascio binari con un raccordo, non più utilizzato.
Fino al 1993 l'impianto era presenziato da un Dirigente Movimento e la stazione gestita attraverso dei banchi ACE situati nell'ufficio annesso al fabbricato viaggiatori. Dopo la messa in telecomando della linea attraverso il DCO di Roma Termini, nel 1993, tutti gli apparati sono stati dismessi.

## Movimento
La stazione è servita dai treni che svolgono la relazione FL4 svolta da Trenitalia.

## Servizi
La stazione dispone di:
- Sala d'attesa
- Servizi igienici

## Interscambi
La stazione permette i seguenti interscambi:
- Stazione taxi
- Fermata autobus

## Galleria d'immagini

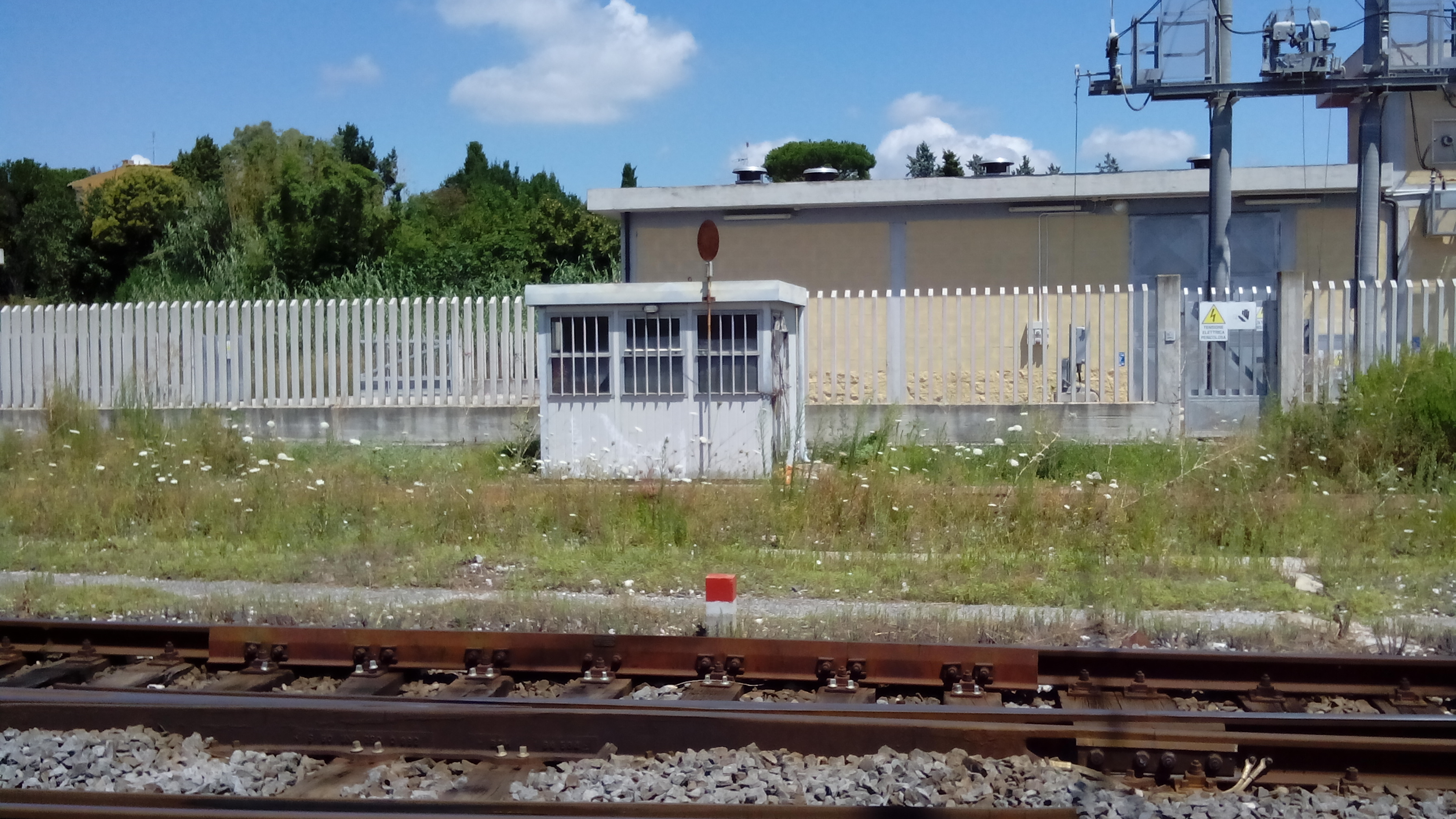
Veduta della garitta della stadera a ponte
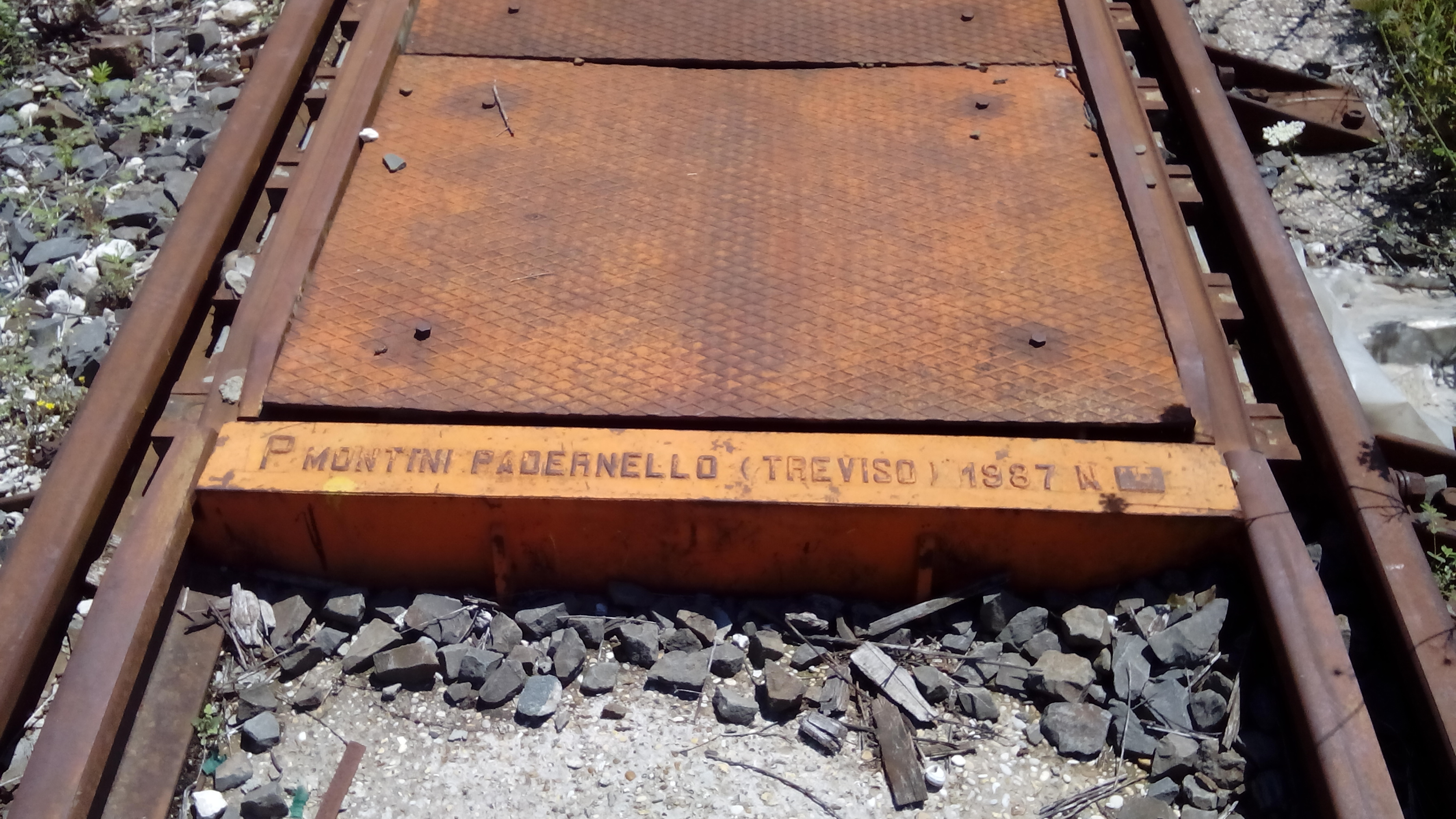
La data di fabbricazione della stadera a ponte
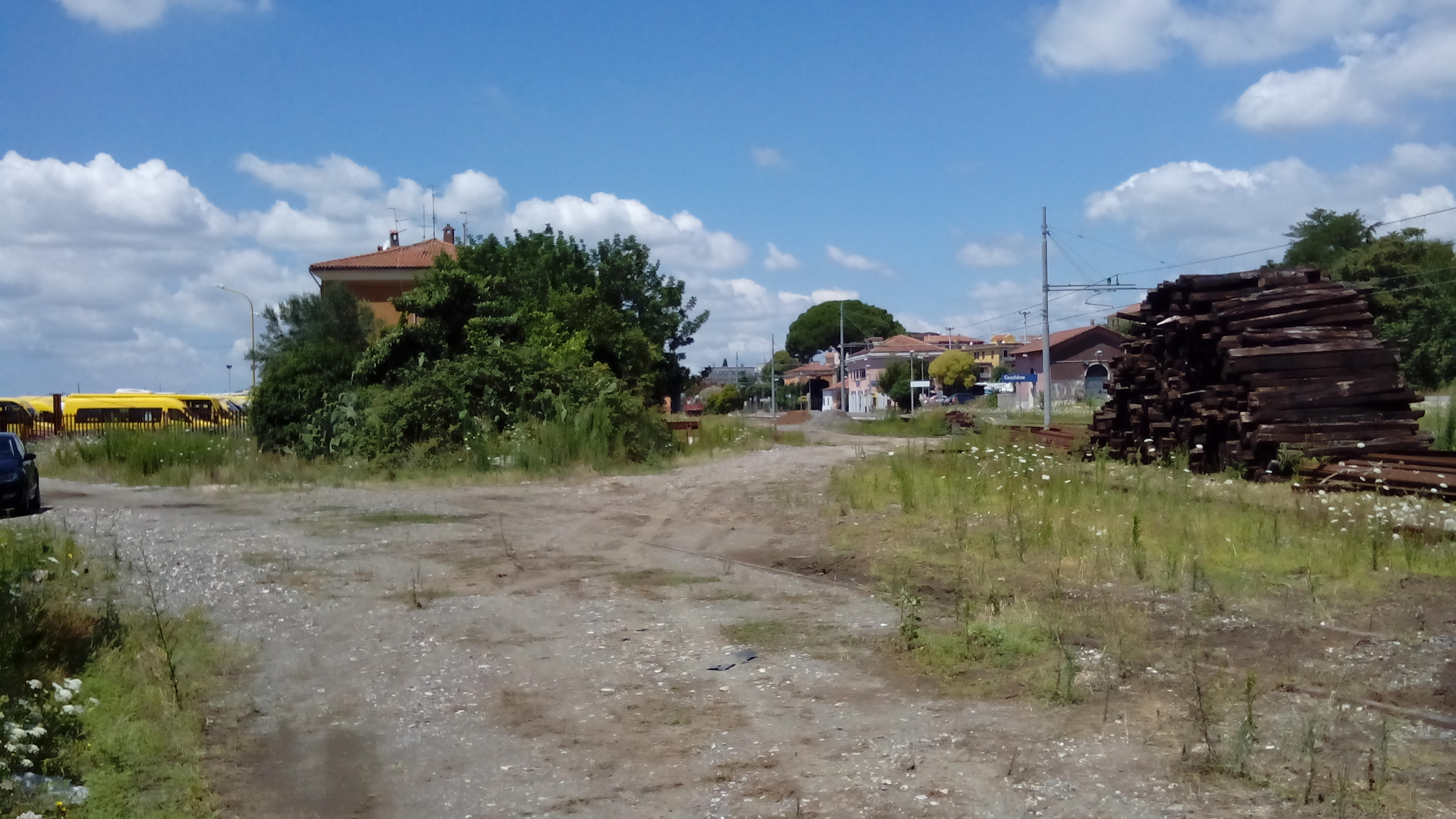
Veduta generale dell'impianto, con a sinistra la vecchia stazione FSR e a sinistra la stazione RFI